# Suempol
Suempol Sp. z o.o. – polska spółka z ograniczoną odpowiedzialnością, której siedziba znajduje się w Bielsku Podlaskim (woj. podlaskie). Jest to najstarszy producent wyrobów z łososia w Polsce, a także jedna z największych firm w swojej branży na świecie.

## Historia
Historia przedsiębiorstwa sięga 1970 roku, kiedy to w małym garażu w Bielsku Podlaskim powstał zakład mechaniczny. Pierwszy zysk z jego działalności przeznaczony został przez właścicieli na halę produkcyjną do przetwórstwa krewetek, których głównymi odbiorcami była Belgia oraz Niderlandy, w tym belgijski Dwór Królewski.
W 1989 roku powstała firma Suempol, która założona została przez Urszulę oraz Edwarda Siecińskich. W 2002 roku zbudowano centrum logistyczne w Wismarze, które otwierało szereg nowych możliwości eksportowych w Europie Zachodniej – Suempol Deutschland GmbH. W roku 2006 powstał oddział Suempol Norge AS z siedzibą w Trondheim w Norwegii, który umożliwił firmie monitorowanie  i kontrolę jakości pozyskiwanego surowca.
Od roku 2010 rozwój przedsiębiorstwa nabrał znacznego tempa. To właśnie w tym roku zakupione zostały wszystkie udziały w firmie Norfisk Delikatessen z siedzibą i zakładem produkcyjnym w Berlinie. Dzięki fabrykom w Niemczech firma miała możliwość dostarczać łososia na rynek Europy Zachodniej zaledwie w ciągu 48 godzin. Dodatkowo w 2013 roku zdecydowano się na zakup 100% udziałów w firmie produkcyjnej Marcel-Baey w Bolougne Sur Mer, dzięki czemu spółka umocniła swoją pozycję na rynku francuskim oraz brytyjskim. W 2018 roku firma podjęła kroki w celu rozbudowy fabryki o kolejne linie produkcyjne, dzięki czemu produkty Suempol trafiają do konsumentów w wielu krajach na całym świecie. Z kolei w roku 2019 unowocześniona została flota transportowa pozwalająca na lepszą kontrolę produktów podczas ich przewozu, m.in. poprzez stały monitoring temperatury wewnątrz pojazdów.

## Struktura
Spółka oprócz siedziby w Bielsku Podlaskim posiada swoje oddziały również w innych krajach Europy: Francji, Niemczech, Norwegii, a od 2024 roku także w Wielkiej Brytanii.
- Suempol Sp. z o.o. z siedzibą główną w Bielsku Podlaskim wraz z zakładem produkcyjnym,
- Suempol Norge AS z siedzibą w Trondheim w Norwegii,
- Norfisk Delikatessen z siedzibą w Berlinie oraz centrum logistycznym w Wismarze,
- Marcel-Baey z siedzibą we francuskim Bolougne Sur Mer.
- Copernus Ltd z siedzibą w Hull.

## Oferta

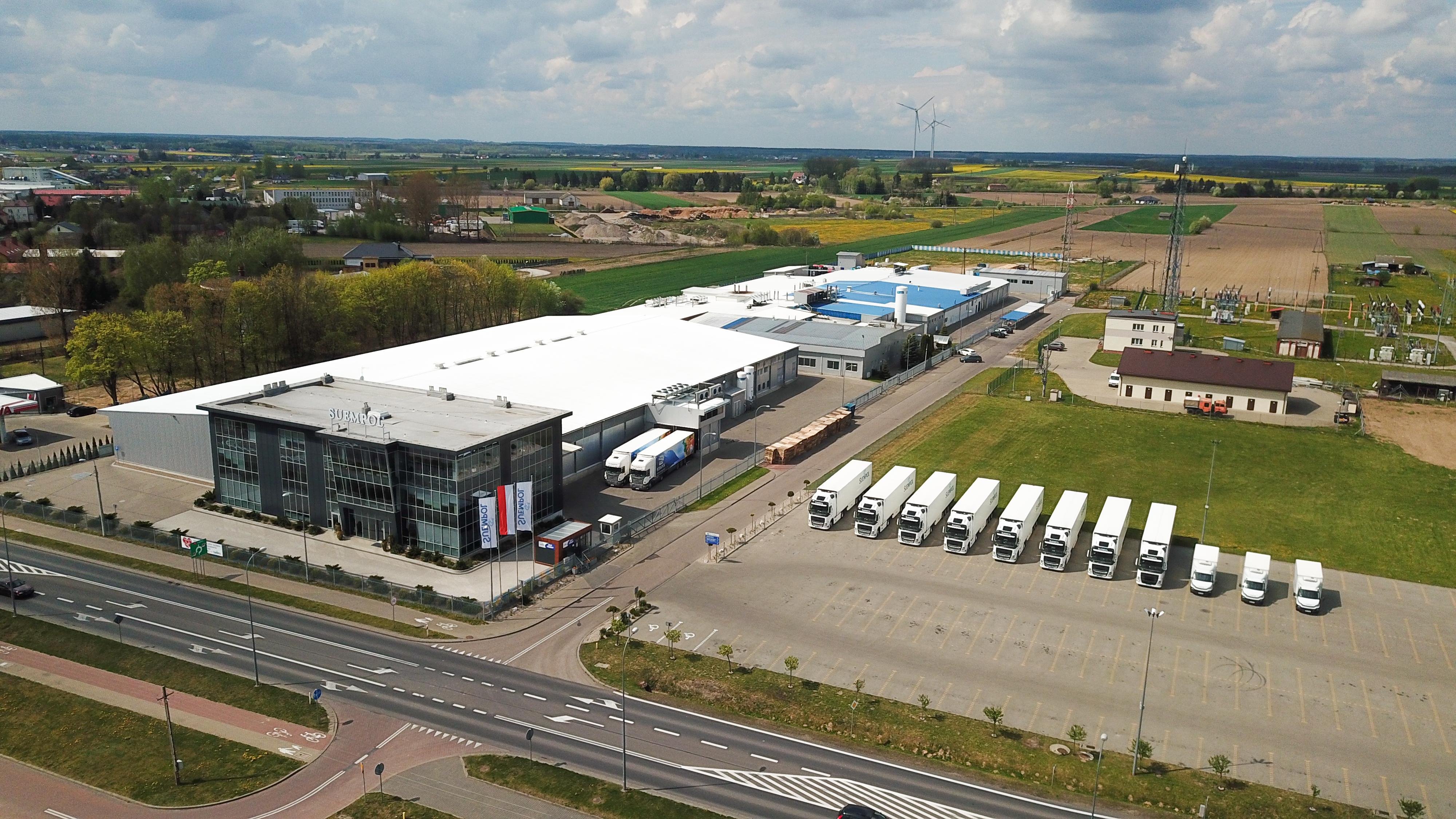
Siedziba firmy Suempol w Bielsku Podlaskim

Głównym produktem firmy Suempol jest łosoś atlantycki (Salmo salar) pochodzący m.in. z północnej Norwegii czy Szkocji oraz łosoś pacyficzny dziki Sockeye (Oncorhynchus nerka) poławiany u wybrzeży Alaski. W swej ofercie firma posiada również pstrąga tęczowego (Oncorhynchus mykiss). Produkty Suempol są certyfikowane znakami poświadczającymi pochodzenie surowca ze zrównoważonych źródeł: MSC, ASC, GGN, BIO.

### Sklepy firmowe Suempol
Firma Suempol posiada sieć swoich stacjonarnych sklepów firmowych. Pierwszy sklep stacjonarny firmy Suempol powstał w 2020 roku w Bielsku Podlaskim. Sklep mieści się przy siedzibie przedsiębiorstwa przy ul. Białostockiej 69A. Kolejny sklep stacjonarny został otwarty 27 października 2021 roku w Białymstoku przy ul. Marii Skłodowskiej-Curie 6/1. Oprócz sklepu firma zdecydowała się również na uruchomienie w tej lokalizacji także części gastronomicznej o nazwie Bistro Pan Łosoś, gdzie odwiedzający mają możliwość spróbować przygotowanych dań z łososiem w roli głównej. Z kolei najnowszy sklep stacjonarny został otwarty w marcu 2022 roku w Krakowie przy ul. Karmelickiej 7.

## Działalność społeczna
Firma Suempol od wielu lat podejmuje szereg działań wspomagających kulturę, naukę czy społeczeństwo, zarówno w skali lokalnej jak i ogólnokrajowej. Należą do nich:
- wieloletnie wsparcie Fundacji Rozwoju Kardiochirurgii[18],
- wsparcie Orszaku Trzech Króli[19].
- wsparcie działalności m.in.: Caritasu, Miejskiego Domu Dziecka, Fundacji Amazonki, hospicjum w Białymstoku[20],
- wsparcie walki z pandemią koronawirusa (przekazanie darowizny o wartości 1 miliona złotych, zakup 4 respiratorów do Szpitala Powiatowego w Bielsku Podlaskim, zakup nowoczesnej, w pełni wyposażonej karetki dla Samodzielnego Publicznego Zakładu Opieki Zdrowotnej w Bielsku Podlaskim)[21].
- bycie Mecenasem wybranych wydarzeń organizowanych przez Krakowskie Biuro Festiwalowe[22].
- wsparcie akcji edukacyjnej pt. „Nasze bezpieczeństwo” prowadzonej dla dzieci i młodzieży,
- wsparcie Katolickiego Stowarzyszenia Młodzieży,
- pomoc dzieciom na Ukrainie oraz w Białorusi,
- odbudowa Cmentarza Żołnierzy Polskich na Białorusi,
- remont strażnicy harcerskiej oraz zakup hełmów dla straży pożarnej,
- wsparcie Domu Dziecka w Białowieży[23].

W 2024 roku została założona natomiast Fundacja Suempol.

## Nagrody i wyróżnienia
Już w 2007 roku firma Suempol została wyróżniona w programie Teraz Polska jako jedyny wówczas producent łososia wędzonego. Przez lata działalności doceniane były jej działania związane z CSR (Solidny Pracodawca Dekady), jakością (Perła Jakości Quality International), czy też w zakresie eksportu (Wybitny Eksporter).
W 2020 Suempol otrzymał Nagrodę Gospodarczą Prezydenta Rzeczypospolitej Polskiej. Prezydent Andrzej Duda uhonorował firmę w kategorii odpowiedzialnego biznesu, co podkreślało zaangażowanie firmy w działalność na rzecz społeczeństwa.
Na początku 2021 roku firma zajęła także trzecie miejsce w konkursie pt. „Najlepszy Produkt-Wybór konsumentów” w kategorii spożywczej innowacji roku za produkt łosoś wędzony w dwupaku. Rok później w tym samym plebiscycie wyróżnione zostały 2 kolejne produkty marki: Pan Łosoś i łosoś atlantycki BIO wędzony na gorąco. Ten ostatni został również laureatem konkursu konsumenckiego pt. „Złote Innowacje FMCG & Retail”, który nagradza produkty lub usługi mające bezpośredni wpływ na zachowania konsumentów. Łosoś atlantycki BIO wędzony na gorąco zdobył wyróżnienie w kategorii „odpowiedź na potrzeby: produkty BIO i EKO”.
W roku 2022 łosoś atlantycki Suempol otrzymał wyróżnienie w konkursie pt. „Poznaj Dobrą Żywność”. Program ten ma za zadanie wskazanie produktów najwyższej jakości poprzez przyznawanie specjalnego znaku, który ułatwia konsumentom podejmowanie decyzji zakupowych. W tym samym okresie czasu firma zajęła także 1. miejsce w organizowanym przez Forbes konkursie dla firm rodzinnych w kategorii dla spółek osiągających przychód przekraczający 100 milionów złotych w województwie podlaskim. Produkty firmy Suempol zostały również nagrodzone tytułem Laureata w prestiżowym konkursie pt. „Złoty Paragon – Nagroda Kupców Polskich” 2023 r. W kategorii „produkty garmażeryjne gotowe do spożycia” wyróżniony został paprykarz z łososia, natomiast w kategorii, „ryby i przetwory rybne”, nagrodzony został łosoś wędzony w kremie przygotowywany według tradycyjnej receptury.
Ponadto firma Suempol zwyciężyła w 2023 r. w Plebiscycie na "Najlepszy Produkt 2023" organizowanym przez Marine Stewardship Council (MSC) – niezależną organizację pozarządową, której program ma na celu promowanie zrównoważonego rybołówstwa i dbanie o zdrowe ekosystemy morskie na całym świecie. Wyróżnienie to zdobył łosoś pacyficzny dziki Sockeye z Alaski.
Firma posługuje się także tytułem Mecenasa Kultury Krakowa, otrzymanym za wsparcie w działania na tle kulturalnym oraz zaangażowaniu w wydarzenia realizowane przez Krakowskie Biuro Festiwalowe, np. wydarzenie Misteria Paschalia. Dodatkowo Suempol uzyskał nagrodę “Dźwigacza Kultury” poprzez zaangażowanie na rzecz kultury podkreślając tym samym rolę zjednoczenia inicjatyw artystycznych z sektorem biznesowym.